# Africa Cup 1A 2015
La Africa Cup 1A del 2015 se disputó como un cuadrangular a una ronda entre junio y agosto, pasados los 6 partidos la selección de Namibia logró su quinto título.

## Equipos participantes
- Selección de rugby de Kenia (Simbas)
- Selección de rugby de Namibia (Welwitschias)
- Selección de rugby de Túnez
- Selección de rugby de Zimbabue (Sables)

## Posiciones
| Pos. | Equipo   | Encuentros | Encuentros | Encuentros | Encuentros | Tantos  | Tantos    | Tantos     | Puntos Bonus | Puntos Totales |
| Pos. | Equipo   | jugados    | ganados    | empatados  | perdidos   | a favor | en contra | diferencia | Puntos Bonus | Puntos Totales |
| ---- | -------- | ---------- | ---------- | ---------- | ---------- | ------- | --------- | ---------- | ------------ | -------------- |
| 1    | Namibia  | 3          | 3          | 0          | 0          | 148     | 33        | + 115      | 2            | 14             |
| 2    | Zimbabue | 3          | 2          | 0          | 1          | 53      | 108       | - 55       | 0            | 8              |
| 3    | Kenia    | 3          | 1          | 0          | 2          | 79      | 89        | - 10       | 1            | 5              |
| 4    | Túnez    | 3          | 0          | 0          | 3          | 37      | 87        | - 50       | 0            | 0              |

Nota: Se otorgan 4 puntos al equipo que gane un partido y 2 al que empate
Puntos Bonus: 1 punto por convertir 4 tries o más en un partido y 1 al equipo que pierda por no más de 7 tantos de diferencia
|  | Campeón |

|  | Desciende al 1B 2016 |

## Resultados
| 6 de junio | Túnez | 14 - 22 | Namibia | Stade Municipal, Nabeul |  |
|            |       | Reporte |         |                         |  |

| 13 de junio | Zimbabue | 28 - 20 | Kenia |  |  |
|             |          | Reporte |       |  |  |

| 18 de junio | Kenia | 46 - 15 | Túnez | RFUEA Grounds, Nairobi |  |
|             |       | Reporte |       |                        |  |

| 4 de julio | Zimbabue | 19 - 8  | Túnez |  |  |
|            |          | Reporte |       |  |  |

| 8 de agosto | Namibia | 46 - 13 | Kenia | Hage Geingob Rugby Stadium, Windhoek |                               |
|             |         | Reporte |       | Asistencia: 2000 espectadores        | Asistencia: 2000 espectadores |

| 15 de agosto | Namibia | 80 - 6  | Zimbabue | Hage Geingob Rugby Stadium, Windhoek |                               |
|              |         | Reporte |          | Asistencia: 4500 espectadores        | Asistencia: 4500 espectadores |

| Bandera de Namibia |
| Campeón Namibia    |
| Quinto título      |